# Malta (Ohio)
Malta is een plaats (village) in de Amerikaanse staat Ohio, en valt bestuurlijk gezien onder Morgan County.

## Demografie
Bij de volkstelling in 2000 werd het aantal inwoners vastgesteld op 696.
In 2006 is het aantal inwoners door het United States Census Bureau geschat op 668, een daling van 28 (-4.0%).

## Geografie
Volgens het United States Census Bureau beslaat de plaats een oppervlakte van
0,9 km², waarvan 0,8 km² land en 0,1 km² water.

## Plaatsen in de nabije omgeving
De onderstaande figuur toont nabijgelegen plaatsen in een straal van 20 km rond Malta.